# كاي كارستن
كاي كارستن هو عداء سريع ألماني، ولد في 22 يونيو 1968 في براونشفايغ في ألمانيا.

## وصلات خارجية
- كاي كارستن على موقع الاتحاد الدولي لألعاب القوى (الإنجليزية)
- كاي كارستن على موقع أوليمبيديا (الإنجليزية)